# جانيس جوبلين
جانيس جوبلين (بالإنجليزية: Janis Joplin)‏ ‏(19 يناير 1943–4 أكتوبر، 1970) كانت مغنية أمريكية، وكاتبة أغاني وموزعة موسيقية. لقد برزت في أواخر الستينيات بصِفتِها المغنية الأساسية لفريق الأخ الأكبر والشركة القابضة وفي وقت لاحق باعتبارها مغنية منفردة. في عام 2004 رشحتها مجلة رولينج ستون في المرتبة رقم 46 على قائمة تضم 100 من أكبر الفنانين من كل العصور،  ورقم 28 لعام 2008 في قائمة بأسماء 100 من أعظم المطربين على الإطلاق،  اما عن سبب موتها في سنها المبكرة (27) فيعود لتعاطيها كميات هائلة من الهروين أودت بحياتها.

## روابط خارجية
- جانيس جوبلين على موقع IMDb (الإنجليزية)
- جانيس جوبلين على موقع الموسوعة البريطانية (الإنجليزية)
- جانيس جوبلين على موقع روتن توميتوز (الإنجليزية)
- جانيس جوبلين على موقع مونزينجر (الألمانية)
- جانيس جوبلين على موقع ميوزك برينز (الإنجليزية)
- جانيس جوبلين على موقع رولينغ ستون (الإنجليزية)
- جانيس جوبلين على موقع قاعدة بيانات برودواي على الإنترنت (الإنجليزية)
- جانيس جوبلين على موقع إن إن دي بي (الإنجليزية)
- جانيس جوبلين على موقع أول ميوزيك (الإنجليزية)
- جانيس جوبلين على موقع ديسكوغز (الإنجليزية)